# Pseudomecas
Pseudomecas is een kevergeslacht uit de familie van de boktorren (Cerambycidae). De wetenschappelijke naam van het geslacht werd voor het eerst geldig gepubliceerd in 1920 door Aurivillius.

## Soorten
Pseudomecas omvat de volgende soorten:
- Pseudomecas elegantissima Martins & Galileo, 1998
- Pseudomecas femoralis Aurivillius, 1920
- Pseudomecas nigricornis Martins & Galileo, 1998
- Pseudomecas pallidicornis Aurivillius, 1924
- Pseudomecas pickeli (Melzer, 1930)
- Pseudomecas suturalis Martins & Galileo, 1985